# Список храмов Церкви Иисуса Христа Святых последних дней
Статья представляет список храмов, находящихся в ведении Церкви Иисуса Христа Святых последних дней, в хронологическом порядке. Согласно учению Церкви Иисуса Христа Святых последних дней, храм — это здание, посвященное Богу, которое приверженцы церкви считают самым святым сооружением на земле. По завершении строительства храмы открываются для публики на короткий период времени, который называется днём открытых дверей. В это время церковь проводит экскурсии по зданию с миссионерами и прихожанами, и все помещения в здании открыты для публики. После освящения храм могут посещать только члены религиозной конфессии в возрасте от двенадцати лет и старше. По состоянию на ноябрь 2022 года в мире насчитывается 175 действующих храмов.
В храмах члены церкви заключают заветы, получают наставления и совершают священные таинства, такие как: крещение умерших, омовение и помазание, целестиальный брак (запечатывание брачных уз на вечность). Кроме того, члены церкви считают храм местом, где можно общаться с Богом, искать его помощи, понимать его волю и получать личное откровение.

## Освящённые в XIX веке
|   |  | Храм                          | Освящение                    | Статус      | Площадь (кв.м.) | Архитектурный стиль                             |
| - |  | ----------------------------- | ---------------------------- | ----------- | --------------- | ----------------------------------------------- |
| 1 |  | Храм в Сент-Джордже, штат Юта | 6 апреля 1877 11 ноября 1975 | Действующий | 10.220          | Готика, замковый стиль                          |
| 2 |  | Храм в Логане, штат Юта       | 17 мая 1884 13 марта 1979    | Действующий | 11.113          | Замковый стиль                                  |
| 3 |  | Храм в Манти, штат Юта        | 21 мая 1888 14 июня 1985     | Действующий | 9.325           | Готика, замковый стиль, французское возрождение |
| 4 |  | Храм Солт-Лейк                | 6 апреля 1893                | Действующий | 23.506          | Готика, 6 шпилей                                |

## Освящённые в начале XX века
|   |  | Храм                                         | Освящение                      | Статус      | Площадь (кв.м.) | Архитектурный стиль      |
| - |  | -------------------------------------------- | ------------------------------ | ----------- | --------------- | ------------------------ |
| 5 |  | Храм в Лайе, штат Гавайи                     | 27 ноября 1919 13 июня 1978    | Действующий | 4.387           | Храм Соломона, без шпиля |
| 6 |  | Храм в Кардстоне, провинция Альберта, Канада | 26 августа 1923 22 июня 1991   | Действующий | 8.228           | Храм Соломона, без шпиля |
| 7 |  | Храм в Мезе, штат Аризона                    | 23 октября 1927 15 апреля 1975 | Действующий | 10.583          | Храм Соломона, без шпиля |
| 8 |  | Храм в Айдахо Фоллс, штат Айдахо             | 23 сентября 1945               | Действующий | 8.564           | Модерн, 1 шпиль          |

## Освящённые в 50-60-е годы XX века
|    |  | Храм                                  | Освящение                        | Статус      | Площадь (кв.м.) | Архитектурный стиль |
| -- |  | ------------------------------------- | -------------------------------- | ----------- | --------------- | ------------------- |
| 9  |  | Храм в Берне, Швейцария               | 11 сентября 1955 23 октября 1992 | Действующий | 3.302           | Модерн, 1 шпиль     |
| 10 |  | Храм в Лос-Анджелесе, штат Калифорния | 11 марта 1956                    | Действующий | 17.709          | Модерн, 1 шпиль     |
| 11 |  | Храм в Гамильтоне, Новая Зеландия     | 20 апреля 1958                   | Действующий | 4.107           | Модерн, 1 шпиль     |
| 12 |  | Храм в Лондоне, Великобритания        | 7 сентября 1958 18 октября 1992  | Действующий | 4.290           | Модерн, 1 шпиль     |
| 13 |  | Храм в Окленде, штат Калифорния       | 19 ноября 1964                   | Действующий | 8.826           | Модерн, 5 шпилей    |
| 14 |  | Храм в Огдене, штат Юта               | 18 января 1972                   | Действующий | 10.684          | Модерн, 1 шпиль     |

## Освящённые в 70-е годы XX века
|    |  | Храм                       | Освящение                       | Статус      | Площадь (кв.м.) | Архитектурный стиль |
| -- |  | -------------------------- | ------------------------------- | ----------- | --------------- | ------------------- |
| 15 |  | Храм в Прово, штат Юта     | 9 февраля 1972                  | Действующий | 11.922          | Модерн, 1 шпиль     |
| 16 |  | Храм в Вашингтоне          | 19 ноября 1974                  | Действующий | 14.865          | Модерн, 6 шпилей    |
| 17 |  | Храм в Сан-Пауло, Бразилия | 30 октября 1978 22 февраля 2004 | Действующий | 5.504           | Модерн, 1 шпиль     |

## Освящённые в 80-е годы XX века
|    |  | Храм                            | Освящение                      | Статус                                         | Площадь (кв.м.) | Архитектурный стиль                             |
| -- |  | ------------------------------- | ------------------------------ | ---------------------------------------------- | --------------- | ----------------------------------------------- |
| 18 |  | Храм в Токио, Япония            | 27 октября 1980                | Действующий                                    | 4.886           | Модерн, 1 шпиль                                 |
| 19 |  | Храм в Сиэтле, штат Вашингтон   | 17 ноября 1980                 | Действующий                                    | 10.219          | Модерн, 1 шпиль                                 |
| 20 |  | Храм в Джордан Ривер, штат Юта  | 16 ноября 1981                 | Действующий                                    | 13.772          | Модерн, 1 шпиль                                 |
| 21 |  | Храм в Атланте, штат Джорджия   | 1 июня 1983 14 ноября 1997     | Действующий                                    | 3.285           | Модерн, 1 шпиль                                 |
|    |  | Храм в Апиа, Самоа              | 5 августа 1983                 | Разрушен при пожаре                            | 1.353           | Классический модерн, 1 шпиль                    |
| 22 |  | Храм в Апиа, Самоа              | 4 сентября 2005                | Восстановлен, Действующий                      | 1.736           | Классический модерн, 1 шпиль                    |
| 23 |  | Храм в Нукуалофа, Тонга         | 9 августа 1983                 | Действующий                                    | 1.354           | Модерн, 1 шпиль                                 |
| 24 |  | Храм в Сантьяго, Чили           | 15 сентября 1983 12 марта 2006 | Действующий                                    | 1.935           | Модерн, 1 шпиль                                 |
| 25 |  | Храм в Папеэте, Таити           | 27 октября 1983                | Фасад обновлен и заново освящён 12 ноября 2006 | 923             | Модерн, 1 шпиль                                 |
| 26 |  | Храм в Мехико, Мексика          | 2 декабря 1983                 | Действующий                                    | 10.836          | Современный вариант стиля древних майя, 1 шпиль |
| 27 |  | Храм в Бойсе, штат Айдахо       | 25 мая 1984 14 февраля 1987    | Действующий                                    | 3.282           | Модерн, 6 шпилей                                |
| 28 |  | Храм в Сиднее, Австралия        | 20 сентября 1984               | Действующий                                    | 2.850           | Модерн, 1 шпиль                                 |
| 29 |  | Храм в Маниле, Филиппины        | 25 сентября 1984               | Действующий                                    | 2.479           | Модерн, 6 шпилей                                |
| 30 |  | Храм в Далласе, штат Техас      | 19 октября 1984 5 марта 1989   | Действующий                                    | 4.362           | Модерн, 6 шпилей                                |
| 31 |  | Храм в Тайбэе, Тайвань          | 17 ноября 1984                 | Действующий                                    | 924             | Модерн, 6 шпилей                                |
| 32 |  | Храм в Гватемале, Гватемала     | 14 декабря 1984                | Действующий                                    | 1079            | Модерн, 6 шпилей                                |
| 33 |  | Храм во Фрайберге, Германия     | 29 июня 1985 7 сентября 2002   | Действующий                                    | 1312            | Модерн, 1 шпиль                                 |
| 34 |  | Храм в Стокгольме, Швеция       | 2 июля 1985                    | Действующий                                    | 1348            | Модерн, 6 шпилей                                |
| 35 |  | Храм в Чикаго, штат Иллинойс    | 9 августа 1985 8 октября 1989  | Действующий                                    | 2764            | Модерн, 6 шпилей                                |
| 36 |  | Храм в Йоханнесбурге, ЮАР       | 24 августа 1985                | Действующий                                    | 1.782           | Модерн, 6 шпилей                                |
| 37 |  | Храм в Сеуле, Южная Корея       | 14 декабря 1985                | Действующий                                    | 2.607           | Модерн, 6 шпилей                                |
| 38 |  | Храм в Лиме, Перу               | 10 января 1986                 | Действующий                                    | 892             | Модерн, 6 шпилей                                |
| 39 |  | Храм в Буэнос-Айресе, Аргентина | 17 января 1986                 | Действующий                                    | 1.113           | Модерн, 6 шпилей                                |
| 40 |  | Храм в Денвере, штат Колорадо   | 24 октября 1986                | Действующий                                    | 2.705           | Модерн, 1 шпиль                                 |
| 41 |  | Храм во Франкфурте, Германия    | 28 августа 1987                | Действующий                                    | 2246            | Модерн, 1 шпиль                                 |
| 42 |  | Храм в Портленде, штат Орегон   | 19 августа 1989                | Действующий                                    | 7.360           | Модерн, 6 шпилей                                |
| 43 |  | Храм в Лас-Вегасе, штат Невада  | 16 декабря 1989                | Действующий                                    | 7.465           | Модерн, 6 шпилей                                |

## Освящённые в 90-е годы XX века
|    |  | Храм                                      | Освящение                    | Статус      | Площадь (кв.м.) | Архитектурный стиль                     |
| -- |  | ----------------------------------------- | ---------------------------- | ----------- | --------------- | --------------------------------------- |
| 44 |  | Храм в Торонто, Канада                    | 25 августа 1990              | Действующий | 5.387           | Модерн, 1 шпиль                         |
| 45 |  | Храм в Сан-Диего, штат Калифорния         | 25 апреля 1993               | Действующий | 6.689           | Модерн, 2 шпиля                         |
| 46 |  | Храм в Орландо, штат Флорида              | 9 октября 1994               | Действующий | 6.503           | Классический модерн, 1 шпиль            |
| 47 |  | Храм в Баунтифуле, штат Юта               | 8 января 1995                | Действующий | 9.662           | Классический модерн, 1 шпиль            |
| 48 |  | Храм в Гонконге, Китай                    | 26 мая 1996                  | Действующий | 2.020           | Гонконгский колониальный стиль, 1 шпиль |
| 49 |  | Храм горы Тимпаногос, штат Юта            | 13 октября 1996              | Действующий | 9.963           | Классический модерн, 1 шпиль            |
| 50 |  | Храм в Сент-Луисе, штат Миссури           | 1 июня 1997                  | Действующий | 5.458           | Классический модерн, 1 шпиль            |
| 51 |  | Храм в Вернале, штат Юта                  | 2 ноября 1997                | Действующий | 3.602           |                                         |
| 52 |  | Храм в Престоне, Великобритания           | 7 июня 1998                  | Действующий | 6.469           | Модерн, 1 шпиль                         |
| 53 |  | Храм в Монтиселло, штат Юта               | 26 июля 1998 17 ноября 2002  | Действующий | 1.043           | Классический модерн                     |
| 54 |  | Храм в Анкоридже, штат Аляска             | 9 января 1999 8 февраля 2004 | Действующий | 1.109           | Классический модерн                     |
| 55 |  | Храм в Колония-Хуарес, Мексика            | 6 марта 1999                 | Действующий | 632             | Классический модерн                     |
| 56 |  | Храм в Мадриде, Испания                   | 19 марта 1999                | Действующий | 4.255           | Классический модерн, 1 шпиль            |
| 57 |  | Храм в Боготе, Колумбия                   | 24 апреля 1999               | Действующий | 4.970           | Классический модерн, 1 шпиль            |
| 58 |  | Храм в Гуаякиле, Эквадор                  | 1 августа 1999               | Действующий | 6.585           | Классический модерн, 1 шпиль            |
| 59 |  | Храм в Спокане, штат Вашингтон            | 21 августа 1999              | Действующий | 994             | Классический модерн, 1 шпиль            |
| 60 |  | Храм в Колумбусе, штат Огайо              | 4 сентября 1999              | Действующий | 994             | Классический модерн, 1 шпиль            |
| 61 |  | Храм в Бисмарке, штат Северная Дакота     | 19 сентября 1999             | Действующий | 994             | Классический модерн, 1 шпиль            |
| 62 |  | Храм в Колумбии, штат Южная Каролина      | 16 октября 1999              | Действующий | 994             | Классический модерн, 1 шпиль            |
| 63 |  | Храм в Детройте, штат Мичиган             | 23 октября 1999              | Действующий | 994             | Классический модерн, 1 шпиль            |
| 64 |  | Храм в Галифаксе, Новая Шотландия, Канада | 14 ноября 1999               | Действующий | 994             | Классический модерн, 1 шпиль            |
| 65 |  | Храм в Регине, Саскачеван, Канада         | 14 ноября 1999               | Действующий | 994             | Классический модерн, 1 шпиль            |
| 66 |  | Храм в Биллингсе, штат Монтана            | 20 ноября 1999               | Действующий | 3.140           | Классический модерн, 1 шпиль            |
| 67 |  | Храм в Эдмонтоне, Альберта Канада         | 11 декабря 1999              | Действующий | 994             | Классический модерн, 1 шпиль            |
| 68 |  | Храм в Роли, штат Северная Каролина       | 18 декабря 1999              | Действующий | 994             | Классический модерн, 1 шпиль            |

## Освящённые в начале XXI века
|     |  | Храм                                           | Освящение        | Статус      | Площадь (кв.м.) | Архитектурный стиль          |
| --- |  | ---------------------------------------------- | ---------------- | ----------- | --------------- | ---------------------------- |
| 69  |  | Храм в Сент-Поле, штат Миннесота               | 9 января 2000    | Действующий | 994             | Классический модерн, 1 шпиль |
| 70  |  | Храм в Коне, штат Гавайи                       | 23 января 2000   | Действующий | 994             | Классический модерн, 1 шпиль |
| 71  |  | Храм в Сьюдад-Хуаресе, Мексика                 | 26 февраля 2000  | Действующий | 994             | Классический модерн, 1 шпиль |
| 72  |  | Храм в Хермосилло, Мексика                     | 27 февраля 2000  | Действующий | 1.000           | Классический модерн, 1 шпиль |
| 73  |  | Храм в Альбурке, Нью-Мехико                    | 5 марта 2000     | Действующий | 3.181           | Классический модерн, 1 шпиль |
| 74  |  | Храм в Оахаке, Мексика                         | 11 марта 2000    | Действующий | 994             | Классический модерн, 1 шпиль |
| 75  |  | Храм в Тустла-Гутьерресе, Мексика              | 12 марта 2000    | Действующий | 994             | Классический модерн, 1 шпиль |
| 76  |  | Храм в Луисвилле, штат Кентукки                | 19 марта 2000    | Действующий | 994             | Классический модерн, 1 шпиль |
| 77  |  | Храм в Пальмире, штат Нью-Йорк                 | 6 апреля 2000    | Действующий | 994             | Классический модерн, 1 шпиль |
| 78  |  | Храм во Фресно, штат Калифорния                | 9 апреля 2000    | Действующий | 994             | Классический модерн, 1 шпиль |
| 79  |  | Храм в Медфорде, штат Орегон                   | 16 апреля 2000   | Действующий | 994             | Классический модерн, 1 шпиль |
| 80  |  | Храм в Мемфисе, штат Теннесси                  | 23 апреля 2000   | Действующий | 994             | Классический модерн, 1 шпиль |
| 81  |  | Храм в Рено, штат Невада                       | 23 апреля 2000   | Действующий | 994             | Классический модерн, 1 шпиль |
| 82  |  | Храм в Кохабамбе, Боливия                      | 30 апреля 2000   | Действующий | 3.094           | Классический модерн, 1 шпиль |
| 83  |  | Тампико, Мексика                               | 20 мая 2000      | Действующий | 994             | Классический модерн, 1 шпиль |
| 84  |  | Храм в Нашвилле, Теннесси                      | 21 мая 2000      | Действующий | 994             | Классический модерн, 1 шпиль |
| 85  |  | Храм в Вильяэрмосе, Мексика                    | 21 мая 2000      | Действующий | 994             | Классический модерн, 1 шпиль |
| 86  |  | Храм в Монреале, Квебек Канада                 | 4 июня 2000      | Действующий | 994             | Классический модерн, 1 шпиль |
| 87  |  | Храм в Сан-Хосе, Коста-Рика                    | 4 июня 2000      | Действующий | 994             | Классический модерн, 1 шпиль |
| 88  |  | Храм в Фукуоке, Япония                         | 11 июня 2000     | Действующий | 994             | Классический модерн, 1 шпиль |
| 89  |  | Храм в Аделаиде, Австралия                     | 15 июня 2000     | Действующий | 994             | Классический модерн, 1 шпиль |
| 90  |  | Храм в Мельбурне, Австралия                    | 16 июня 2000     | Действующий | 994             | Классический модерн, 1 шпиль |
| 91  |  | Храм в Суве, Фиджи                             | 18 июня 2000     | Действующий | 994             | Классический модерн, 1 шпиль |
| 92  |  | Храм в Мериде, Мексика                         | 8 июля 2000      | Действующий | 994             | Классический модерн, 1 шпиль |
| 93  |  | Храм в Веракрусе, Мексика                      | 9 июля 2000      | Действующий | 994             | Классический модерн, 1 шпиль |
| 94  |  | Храм в Батон-Руже, штат Луизиана               | 16 июля 2000     | Действующий | 994             | Классический модерн, 1 шпиль |
| 95  |  | Храм в Оклахома-Сити, штат Оклахома            | 30 июля 2000     | Действующий | 1.000           | Классический модерн, 1 шпиль |
| 96  |  | Храм в Каракасе, Венесуэла                     | 20 августа 2000  | Действующий | 1.424           | Классический модерн, 1 шпиль |
| 97  |  | Храм в Хьюстоне, штат Техас                    | 26 августа 2000  | Действующий | 3.156           | Классический модерн, 1 шпиль |
| 98  |  | Храм в Бирмингеме, штат Алабама                | 3 сентября 2000  | Действующий | 994             | Классический модерн, 1 шпиль |
| 99  |  | Храм в Санто-Доминго, Доминиканская Республика | 17 сентября 2000 | Действующий | 6.225           | Классический модерн, 1 шпиль |
| 100 |  | Бостонский храм                                | 1 октября 2000   | Действующий | 6.466           | Классический модерн, 1 шпиль |
| 101 |  | Храм в Ресифе, Бразилия                        | 15 декабря 2000  | Действующий | 3.456           | Классический модерн, 1 шпиль |
| 102 |  | Храм в Порту-Алегри, Бразилия                  | 17 декабря 2000  | Действующий | 994             | Классический модерн, 1 шпиль |
| 103 |  | Храм в Монтевидео, Уругвай                     | 18 марта 2001    | Действующий | 994             | Классический модерн, 1 шпиль |
| 104 |  | Храм в Уинтер-Куортерсе, штат Небраска         | 22 апреля 2001   | Действующий | 1.486           | Классический модерн, 1 шпиль |
| 105 |  | Храм в Гвадалахаре, Мексика                    | 29 апреля 2001   | Действующий | 994             | Классический модерн, 1 шпиль |
| 106 |  | Храм в Перте, Австралия                        | 20 мая 2001      | Действующий | 994             | Классический модерн, 1 шпиль |
| 107 |  | Храм на реке Колумбия, штат Вашингтон          | 18 ноября 2001   | Действующий | 1.568           | Классический модерн, 1 шпиль |
| 108 |  | Храм в Снофлейке, штат Аризона                 | 3 марта 2002     | Действующий | 1.730           | Классический модерн, 1 шпиль |
| 109 |  | Храм в Лаббоке, штат Техас                     | 21 апреля 2002   | Действующий | 1.533           | Классический модерн, 1 шпиль |
| 110 |  | Храм в Монтеррее, Мексика                      | 28 апреля 2002   | Действующий | 1.533           | Классический модерн, 1 шпиль |
| 111 |  | Храм в Кампинасе, Бразилия                     | 17 мая 2002      | Действующий | 4.469           | Классический модерн, 1 шпиль |
| 112 |  | Храм в Асунсьоне, Парагвай                     | 19 мая 2002      | Действующий | 994             | Классический модерн, 1 шпиль |
| 113 |  | Храм в Наву, штат Иллинойс                     | 27 июня 2002     | Действующий | 5.017           | Греческое возрождение        |
| 114 |  | Храм в Гааге, Нидерланды                       | 8 сентября 2002  | Действующий | 975             | Классический модерн, 1 шпиль |
| 115 |  | Храм в Брисбене, Австралия                     | 15 июня 2003     | Действующий | 994             | Классический модерн, 1 шпиль |
| 116 |  | Храм в Редлендсе, штат Калифорния              | 14 сентября 2003 | Действующий | 1.607           | Классический модерн, 1 шпиль |
| 117 |  | Храм в Аккре, Гана                             | 11 января 2004   | Действующий | 1.626           | Классический модерн, 1 шпиль |
| 118 |  | Храм в Копенгагене, Дания                      | 23 мая 2004      | Действующий | 2.323           | Неоклассика, 1 шпиль         |
| 119 |  | Храм в Нью-Йорке                               | 13 июня 2004     | Действующий | 1.917           | Модерн, 1 шпиль              |
| 120 |  | Храм в Сан-Антонио, штат Техас                 | 22 мая 2005      | Действующий | 1.561           | Классический модерн          |
| 121 |  | Храм в Аба, Нигерия                            | 7 августа 2005   | Действующий | 1.068           | Классический модерн, 1 шпиль |
| 122 |  | Храм в Ньюпорт-Бич, штат Калифорния            | 28 августа 2005  | Действующий | 1.654           | Южнокалифорний стиль         |
| 123 |  | Храм в Сакраменто, штат Калифорния             | 3 сентября 2006  | Действующий | 1.812           | Классический модерн, 1 шпиль |
| 124 |  | Храм в Хельсинки, Финляндия                    | 22 октября 2006  | Действующий | 2.137           | Классический модерн          |
| 125 |  | Храм в Рексбурге, штат Айдахо                  | 10 февраля 2008  | Действующий | 5.342           | Классический модерн, 1 шпиль |
| 126 |  | Храм в Куритибе, Бразилия                      | 1 июня 2008      | Действующий | 994             | Классический модерн, 1 шпиль |
| 127 |  | Храм в Панаме, Панама                          | 10 августа 2008  | Действующий |                 | Классический модерн, 1 шпиль |
| 128 |  | Храм в Твин-Фолсе, штат Айдахо                 | 24 августа 2008  | Действующий | 2.757           | Классический модерн, 1 шпиль |

## Строящиеся или анонсированные
|     |  | Храм                                          | Статус                     | Площадь (кв.м.) | Архитектурный стиль          |
| --- |  | --------------------------------------------- | -------------------------- | --------------- | ---------------------------- |
| 129 |  | Храм в Дрейпере, штат Юта                     | Строящийся 5 августа 2005  | 5.295           | Классический модерн, 1 шпиль |
| 130 |  | Храм в Дейбрейке, штат Юта                    | Строящийся 16 декабря 2006 | 5,600           |                              |
| 131 |  | Храм в Тегусигальпе, Гондурас                 | Строящийся 9 июня 2006     |                 |                              |
| 132 |  | Киевский украинский храм                      | Посвящён 22 августа 2010   | 994             |                              |
| 133 |  | Храм в Ванкувере, Британская Колумбия, Канада | Строящийся 2 июня 2006     | 1,770           |                              |
| 134 |  | Храм в Себу, Филиппины                        | Строящийся 29 апреля 2006  | 2,746           |                              |
| 135 |  | Храм в Манаусе, Бразилия                      | Строящийся                 |                 |                              |
| 136 |  | Храм в Куетцальтенанго, Гватемала             | Анонсирован                |                 |                              |
| 137 |  | Храм в Сан-Сальвадоре, Сальвадор              | Анонсирован                |                 |                              |
| 138 |  | Храм в Джила-Вейли, штат Аризона              | Анонсирован                |                 |                              |
| 139 |  | Храм в Джилберте, штат Аризона                | Анонсирован                |                 |                              |
| 140 |  | Храм в Фениксе, штат Аризона                  | Анонсирован                |                 |                              |